# Admiralty Arch
Admiralty Arch – duży biurowiec w Londynie, będący jednocześnie bramą zapewniającą dostęp drogowy i pieszy pomiędzy The Mall a Trafalgar Square. Został zaprojektowany przez Astona Webba w 1910 roku, a budowa została ukończona w 1912 roku. Nazwa pochodzi od znajdującego się w pobliżu Old Admiralty Building.
Budynek powstał na polecenie króla Edwarda VII, dla uczczenia pamięci jego matki, królowej Wiktorii Hanowerskiej. Edward VII zmarł dwa lata przed ukończeniem budynku.
Admiralty Arch jest budynkiem zabytkowym pierwszego stopnia. W 2011 roku w ramach programu oszczędnościowego brytyjskiego rządu, został wystawiony na sprzedaż. Pierwotna cena wynosiła 75 milionów funtów.
Na górze znajdują się słowa po łacinie: „ANNO : DECIMO : EDWARDI : SEPTIMI : REGIS : VICTORIÆ : REGINÆ : CIVES : GRATISSIMI : MDCCCCX”, co znaczy: „W dziesiątym roku panowania króla Edwarda VII, królowej Wiktorii, od najwdzięczniejszych mieszkańców, 1910”